# Silent Alarm
Silent Alarm ist das Debütalbum der Band Bloc Party. Es erschien im Frühjahr 2005 bei Wichita Recordings. Mit Silent Alarm Remixed erschien noch im selben Jahr ein Remixalbum zum Album.

## Titelliste
| - UK-Version 1. Like Eating Glass – 4:20 2. Helicopter – 3:40 3. Positive Tension – 3:54 4. Banquet – 3:22 5. Blue Light – 2:47 6. She’s Hearing Voices – 3:29 7. This Modern Love – 4:25 8. Pioneers – 3:35 9. Price of Gas – 4:19 10. So Here We Are – 3:53 11. Luno – 3:57 12. Plans – 4:10 13. Compliments – 4:40 | - US-Version 1. Like Eating Glass – 4:20 2. Helicopter – 3:40 3. Positive Tension – 3:54 4. Banquet – 3:22 5. Blue Light – 2:47 6. She’s Hearing Voices – 3:29 7. This Modern Love – 4:25 8. Pioneers – 3:35 9. Little Thoughts – 3:30 10. Price of Gas – 4:19 11. So Here We Are – 3:53 12. Luno – 3:57 13. Plans – 4:10 14. Compliments – 4:40 |

Als Singles wurden Helicopter, So Here We Are/Positive Tension, Banquet und Pioneers ausgekoppelt; wobei die erste Single Helicopter bereits zuvor auf der EP Little Thoughts (2004) erschienen war.

## Rezeption
Das Album erhielt hervorragende Kritiken. So vergibt Plattentests.de neun von zehn Punkten und bezeichnet es als „ständige Entdeckungsreise“. Allmusic und laut.de vergeben für das Album vier von fünf Punkten. Bei Pitchfork Media erhielt es 8.9 von 10 möglichen Punkten.

## Verwendung
Das Lied Banquet wurde im EA-Spiel SSX on Tour, This Modern Love in Folge 22 der 1. Staffel von How I Met Your Mother, Helicopter in FIFA 2006 und Colin McRae: Dirt 2, Marc Ecko’s Getting Up: Contents Under Pressure, Guitar Hero III und Burnout Revenge und der Komödie Der Ja-Sager verwendet.

## Auszeichnungen
Das Album wurde 2005 für den Mercury Music Prize und den Shortlist Music Prize nominiert, jedoch ohne einen der beiden zu gewinnen.
Zudem ist das Album in vielen Album-Bestenlisten bei verschiedenen Musikmagazinen zu finden:
- #38 in Albums of the Decade (NME, 2009)[6]
- #55 in 100 Greatest British Albums Of All Time (NME, 2006)[7]
- #88 in 150 Platten für die Ewigkeit (Visions, 2005)[8]
- #156 in The Top 200 Albums of the 2000s (Pitchfork Media, 2009)[9]

Darüber hinaus schaffte es das Album in zahlreiche Jahrescharts bei verschiedenen Musikmagazinen.

## Kommerzieller Erfolg

### Chartplatzierungen
| ChartsChartplatzierungen       | Höchstplatzierung | Wochen |
| ------------------------------ | ----------------- | ------ |
| Deutschland (GfK)              | 22 (6 Wo.)        | 6      |
| Österreich (Ö3)                | 52 (2 Wo.)        | 2      |
| Schweiz (IFPI)                 | 80 (2 Wo.)        | 2      |
| Vereinigte Staaten (Billboard) | 114 (16 Wo.)      | 16     |
| Vereinigtes Königreich (OCC)   | 3 (61 Wo.)        | 61     |

| ChartsJahrescharts (2005)    | Platzierung |
| ---------------------------- | ----------- |
| Vereinigtes Königreich (OCC) | 75          |

### Auszeichnungen für Musikverkäufe
| Land/Region                  | Auszeichnungen für Musikverkäufe (Land/Region, Auszeichnung, Verkäufe) | Verkäufe |
| ---------------------------- | ---------------------------------------------------------------------- | -------- |
| Australien (ARIA)            | Gold                                                                   | 35.000   |
| Belgien (BRMA)               | Gold                                                                   | 25.000   |
| Frankreich (SNEP)            | Silber                                                                 | 50.000   |
| Irland (IRMA)                | Gold                                                                   | 7.500    |
| Vereinigtes Königreich (BPI) | 2× Platin                                                              | 600.000  |
| Insgesamt                    | 1× Silber · 3× Gold · 2× Platin ·                                      | 717.500  |